# 소연 (여후)
소연(召延, ? ~ 기원전 105년)은 전한 중기의 제후로, 제상 소평의 증손이다.

## 생애
원삭 5년(기원전 124년), 아버지 소택의 뒤를 이어 여후(黎侯)에 봉해졌다.
원봉 6년(기원전 105년), 조정에서 말을 징발할 때 숨기고 내어주지 않은 죄로 요참에 처하였다.

## 출전
- 사마천, 《사기》
  - 권19 혜경간후자연표
- 반고, 《한서》
  - 권16 고혜고후문공신표

| 선대 아버지 소택 | 전한의 여후 기원전 124년 ~ 기원전 105년 | 후대 (봉국 폐지) |